# Újmédia

## Az új média fogalomköre
Az angol nyelvű wikipédiában Schivinski és Dąbrowski lengyel szerzők szerint: 
 „Az újmédia bármely digitális eszközön, interaktív felhasználói visszacsatoláson, illetve kreatív részvételen alapuló, bármikor a mindenkori igény szerinti tartalomhoz való hozzáférést biztosító jelenség.” 
Az újmédia másrészt tartalmazza az új tartalmak szabályozásmentes (irreguláris), valós idejű létrehozásának lehetőségét is.
Forgó Sándor szerint
 Az újmédia fogalma nem csupán egy korszak (modern, poszt- és későmodern) kronologikusan fejlődő médiakörnyezet (offline, online eszközöket és hálózati alkalmazások) változatait jelenti, hanem az adatbázis-logikán alapuló felhasználói (civil) tartalomszervezés/előállítás egyéni és közösségi lehetőségét is, melyben a narratíva-alkotás sajátos, egyedi változatai jelennek meg.
Az újmédia fogalomköre a tartalomszervezés új formáit szem előtt tartó, a lokális/hordozható eszközökön megjeleníthető, a világháló web 2.0-s alkalmazásait magába foglaló, egyéni és közösségi cselekvési formákon alapul.
Az újmédia fogalmát a Lev Manovich-féle interpretáció szerint új (nemlineáris-véletlenszerű) narrációs technikaként értelmezhetjük. 
Manovich a The Language of New Media című könyvében az adatbázis-megközelítéssel magyarázza a fogalmat. 

(Megjegyzés: Bár az adatbázis elemeknek önmagukban nincs narratívája, az adatbázis és a narratíva a gyártó felhasználó által kerül kapcsolatba annak függvényében, hogy a felhasználó milyen műveletek végrehajtásához alkalmazza őket. Ezekhez a műveletekhez járulnak hozzá az újmédia-környezet eszközei és alkalmazásai.)
Felfogásában a népszerű multimédiás enciklopédiák és más „egyéb dolgoknak” a gyűjteményei a legkézenfekvőbb elemei az adatbázisformáknak.
Az újmédiát a narratívát felváltó egyéni elemek gyűjteményének tekinti.
A fogalmat legtöbbször technológiaként értelmezve digitális, hálózati és interaktív, valamint kreativitást megvalósító eszközeként említik.
Az újmédia értelmezését illetően nehéz határvonalat húzni, de abban egyet lehet érteni, hogy a nyomtatott 'print' és a sugárzott ’broadcast’ rádió- és tévéadások mindenképpen a hagyományos halmazba sorolhatók, mert mindkettő egyfajta lineáris történetszerkezetben (könyv, hang és mozgókép) juttatta el a tartalmakat a felhasználókhoz.
A tartalomszervezés adatbázis logikán alapuló felfogása alapján kiterjeszthetjük az újmédia fogalom technológiai determináción (eszköz, webkettes alkalmazások) alapuló felfogását, a számítógép által szervezett újmédia-környezet adta új módszerre (például: spontán tanórai elbeszélési módokra, a narratíva-alkotás dramaturgiájára) melyekben a kognitív területek mellett/helyett kiemelt szerepet kap az emocionális átélés, az érzelmi töltés is.
Maga a fogalom az újdonságot hangsúlyozza annak ellenére, hogy sokak véleménye szerint az újmédia egyik kiemelt eszköze, a mobiltelefon gyakorlatilag a már működő médiaeszközök új köntösben való megjelenésének tekinthető. Ugyanakkor Flew megállapítása szerint az újmédia fogalma tágabban értelmezhető, beleértve olyan elemeket, mint a konvergencia, a globalizáció, a kibertér, a digitális gazdaság, az interaktivitás és a hálózati biztonsággal kapcsolatos kérdések.

## Definiálása más szakterületek képviselői által
Számos szakterületen használják, például a nyelvészetben, kommunikációban és médiatudományban, a modern képzőművészetben, mely utóbbiban létrejöttek olyan fogalmak, mint a digitális művészet, a számítógépes művészet, a multimédia művészete, az interaktív művészet.
Az Európai Parlament állásfoglalása szerint az újmédián alapuló kommunikációs gyakorlat révén lehetségessé válik az európai közszféra létrehozása.
Balázs Géza értelmezésében: 
 „Az informatikai forradalommal együtt kibontakozott az új média lehetősége. Ma még nem tudjuk, hogy milyen eszköz lesz ez; föltehetőleg a televíziókészülékhez és a számítógéphez hasonlatos képernyős készség, amelyet a tele- és a tömegkommunikáció egyesülése, és az óriási méretű számítógépes adatbázisok lehetősége teremt meg.”
Fehér Katalin szerint akár a könyvnyomtatás megjelenését is már új médiának lehet tekinteni a korábbi kódexíráshoz képest. A régi média utolsó mérföldkövének ugyanakkor a hagyományos (analóg) televíziót tekinti, "melyben még a digitális szolgáltatások, illetve az interaktivitás nem jelenik meg." A szerző a kiemeli, hogy az angol „new media" kifejezés vált a 21. század médiatechnológájának összefoglaló fogalmává.
Szakadát István az újmédia, a hálózati kommunikáció szabályszerűségeit a Médiapédiában következőképpen értelmezte: 
 „Az újmédia a digitális hálózati kommunikáció révén létrejövő médiatípus átfogó neve. Az újmédia fogalma magába foglalja a multimédia és interaktív média jellegű tartalmakat, az újszerű egyéni és közösségi cselekvési formákat egyaránt.” 

Aczél Petra az újmédiát 
„… nem elsősorban a kronologikusan előrajzolódó médiumszaporodás vagy a kivitelező technológiák” sajátosságaként, hanem sokkal inkább a ’média identitás-változása’ szempontjából fogja fel, fontosnak tartva az ’ómédiához’ való viszonyában mutatkozó megkülönböztető jellemzők megragadását.
Koltay Tibor a digitális írástudás kiteljesedését elemezve hangsúlyozza, hogy 
„Az újmédia kialakulását nagymértékben a Web 2.0 megjelenése eredményezte, de kevésbé definiált volta folytán nemcsak ennek eszközeit használja, hanem azzal lényegében azonos.” 

A hálózatalapú tanulás kapcsán Forgó Sándor az alábbiakat fogalmazta meg: 
 „Integráltan kell felfogni a konnektivizmust, tehát kutatni szükséges az Új MÉDIA rendszerekkel (iTV, mobil, PDA), eszközökkel történő hálózatos tanulást is az oktatás kulcsmozzanatai (kompetenciák, tartalom, motiválás, rugalmasság, tanulói teljesítmények értékelhetősége) szempontjából. 

### Lásd még
- Médiaművészet
- Újmédia-művészet